# Фидрих, Вальдемар
Вальдемар Анджей Фидрих (пол. Waldemar Andrzej Fydrych, более известен по прозвищу «Майор», иногда фамилию неверно пишут Фридрих; род. 8 апреля 1953, Торунь) — польский художник, активист контркультуры, писатель. Известен как основатель и лидер протестного движения «Оранжевая альтернатива», действовавшего в Польше в 1980-х годах.

## Биография
Родился в Торуне в 1953 году. Долгое время проживал во Вроцлаве. Учился во Вроцлавском университете: в 1980 году закончил обучение по специальности «История», в 1987 — по специальности «История искусства». Интересовался литературой, театром, в особенности творчеством сюрреалистов (Дали, Бретон и пр.).
C 1977 по 1980 год был членом Студенческого комитета солидарности (пол. SKS), участвовал в издании независимого журнала СКС. Входил в учредительский комитет Независимого союза студентов во Вроцлаве. Осенью 1980 года во Вроцлавском университете на волне «Солидарности» возникло так называемое Движение новой культуры. Его печатным органом стала подпольная газета «Оранжевая альтернатива», название которого в дальнейшем было перенесено на основанное Фидрихом движение.
В 1981 году Фидрих опубликовал в первом номере газеты «Манифест социалистического сюрреализма». В нём он сформулировал своё отношение к окружающей действительности, которое впоследствии будет определять всю деятельность «Оранжевой альтернативы»: «Единственное решение для будущего и современности — это сюрреализм. <…> Ведь весь мир — это произведение. Даже отдельно взятый милиционер на улице — это произведение искусства. Давайте веселиться, судьба — не тяжкий крест. Какой смысл страдать, если можно радоваться?».
Движение как таковое началось в период военного положения в Польше: его участники рисовали гномов на стенах вроцлавских зданий, поверх замазанных милицией антикоммунистических лозунгов. Позднее в качестве основного политического «оружия» Вальдемар избрал хэппенинг, общее число которых за период с 1987 по 1989 год достигло нескольких десятков (более 60, по воспоминаниям самого Фидриха). Одним из самых заметных и знаковых событий, совершённых под его руководством, является «Демонстрация гномов» 1 июня 1987 года. Во время акций «Оранжевой альтернативы» Фидрих неоднократно задерживался милицией.
В качестве лидера «Оранжевой альтернативы» Фидрих носил шуточный титул «коменданта Вроцлавской крепости». Своё другое прозвище — «Майор» — он заработал, придя в военкомат в форме майора. Не имея ни малейшей склонности к военной службе, Фидрих, однако же, изображал столь великий энтузиазм, что его поведение было сочтено неподобающим. После просьбы обращаться к старшим уважительно Фидрих произвёл своего собеседника в полковники, а себя продолжал именовать майором. В результате он был сочтён психически неуравновешенным и негодным к военной службе.
В 1989 году выставлял свою кандидатуру на выборах в Сенат (безуспешно). С 1990 по 2000 год жил и работал во Франции. Позднее, вернувшись в Польшу, перенёс свою деятельность из Вроцлава в Варшаву, а в 2002 году претендовал на должность президента Варшавы. В настоящее время продолжает заниматься искусством, организует различные акции и хэппенинги, в том числе политического характера. Так, в 2004 году Фидрих и его сторонники поддержали Оранжевую революцию на Украине.
В 2012 году Фидрих защитил докторскую диссертацию на тему «Хэппенинг как операция интегрирующая, оздоровляющая и трансформирующая искусство и действительность» (пол. Happening jako operacja integrująca, uzdrawiająca, transformująca sztukę i rzeczywistość).

## Признание

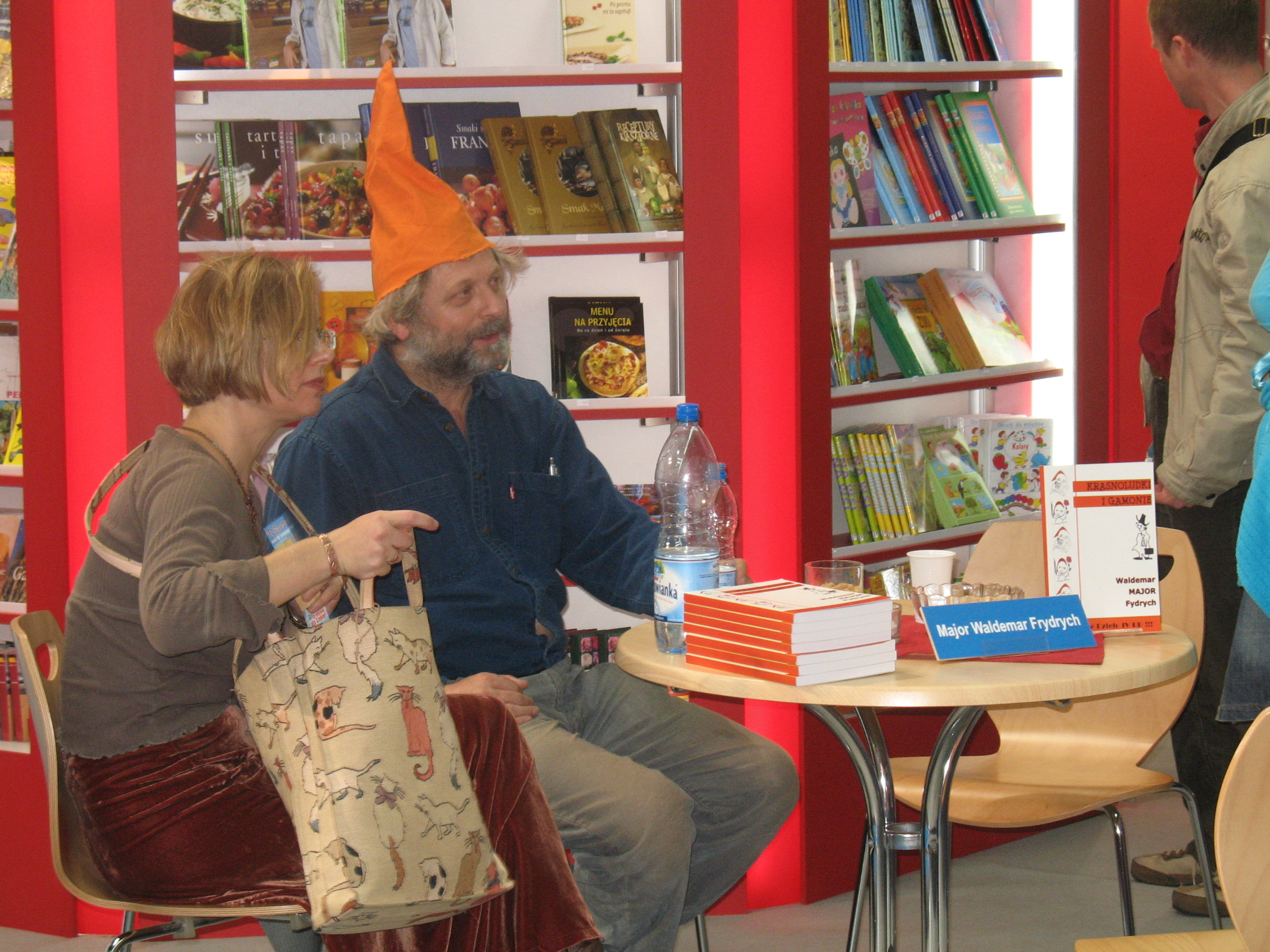
Фидрих на презентации своей книги в Кракове (2006)

В 1988 году Вальдемар Фидрих и его союзники получили из рук режиссёра Анджея Вайды единственную в истории Польши награду «Пепел и алмаз». В том же году Фидрих получил премию Солидарности лондонского издательства Puls и австралийскую премию Polkul.
В 2001 году на улице Свидницкой во Вроцлаве (там, где проходили демонстрации гномов 1987 и 1988 года) был установлен памятник «Оранжевой альтернативе» в виде бронзового гнома. Впоследствии гномы стали одним из символов Вроцлава (см. «Вроцлавские гномы»).
В 2005 году в Европейском парламенте в Брюсселе состоялась выставка, посвящённая «Оранжевой альтернативе». В 2011 году подобная выставка прошла в Париже.
О Вальдемаре Фидрихе и «Оранжевой альтернативе» снят ряд документальных фильмов.
В 2013 году в издательстве Prestel Publishing, специализирующемся на книгах по искусству, вышла книга Брэда Фингера «Сюрреализм: 50 произведений, которые вы должны знать». В этой книге Фидрих упомянут наряду с такими выдающимися представителями сюрреализма, как Пикассо, Дали, Дюшан и Арто.

## Литературная деятельность
Вальдемар Фидрих является автором ряда книг, в том числе мемуарного характера. Наиболее известна автобиография «Жития оранжевых мужей» (пол. Żywoty mężów pomarańczowych), в которой Фидрих рассказывает о деятельности «Оранжевой альтернативы».
В 2011 году написал либретто оперы «Дон Генерал» (пол. Don Generał), музыку к которой создал Марчин Крыжановский.

## Судебный процесс об авторских правах
Ввиду растущей популярности гномов как символа Вроцлава городские власти решили использовать образ гнома для официального логотипа и разнообразной сувенирной продукции. Художники, которым поручили разработать логотип, создали изображение, во многом схожее с графикой Фидриха: гном был нарисован в том же стиле, что и граффити «Оранжевой альтернативы», был одет в оранжевую шапку, держал цветок в руке, и т. д. В 2010 году Фидрих обратился в суд, указывая на нарушение его авторских прав. В 2014 году Фидрих выиграл суд: было принято решение о поиске компромисса и возмещении ущерба.